# نیروگاه کشندی رانس

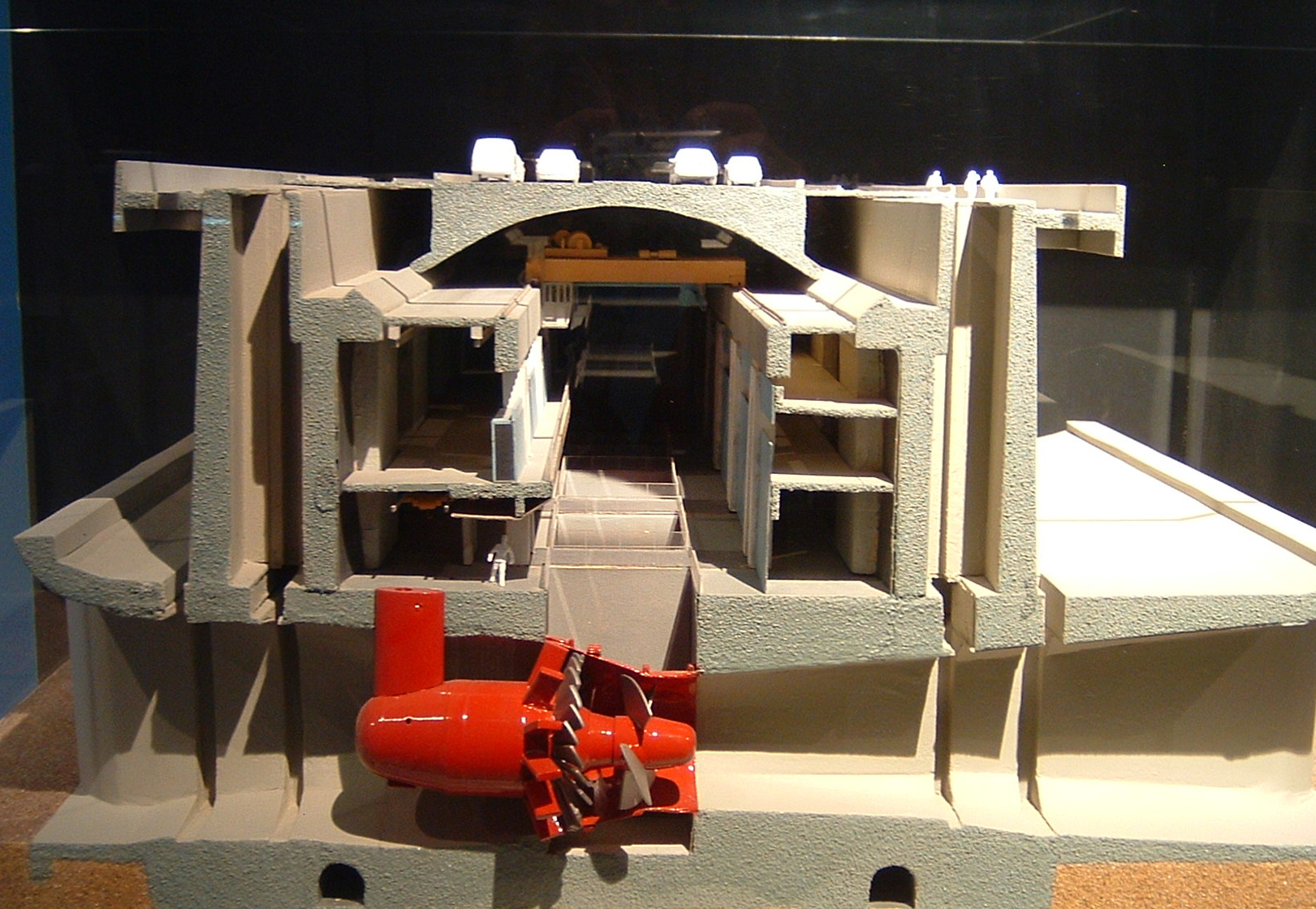
ماکت نیروگاه

نیروگاه کشندی رانس یا نیروگاه جزر و مدی رانس (به انگلیسی: Rance Tidal Power Station) (فرانسه، استان برتانی، تأسیس ۱۹۶۶)، یکی از نیروگاه‌های فرانسه از نوع کشندی با ظرفیت تولید ۲۴۰ مگاوات بر روی رودخانه رانس فرانسه واقع شده‌است.
این نیروگاه به عنوان اولین نیروگاه جزر و مدی جهان در سال ۱۹۶۶ راه‌اندازی شد و به مدت ۴۵ سال به عنوان بزرگترین نیروگاه جزر و مدی جهان بود تا زمانی که نیروگاه کشندی سیهوا کره‌جنوبی در سال ۲۰۱۱ ساخته شد.
این نیروگاه با ۲۴ توربین با حداکثر ۲۴۰ مگاوات و به‌طور متوسط ۵۷ مگاوات با ضریب ظرفیت حدود ۲۴ درصد، تولید می‌کند. تولید سالیانه حدود ۵۰۰ گیگاوات‌ساعت است و حدود ۰٫۱۲ درصد از تقاضای برق فرانسه را تأمین می‌کند.
سد این نیروگاه ۷۵۰ متر طول دارد. بخش نیروگاه این سد ۳۳۲٫۵ متر طول دارد و حوضه جزر و مدی ۲۲٫۵ کیلومتر مربع است.

## تاریخچه
ایده ساخت نیروگاه جزر و مدی رانس در سال ۱۹۲۱ شکل گرفت. در سال ۱۹۴۳، اولین مطالعات توسط انجمن مطالعات استفاده از جزر و مد، صورت گرفت. با این وجود ساخت آن تا سال ۱۹۶۱ شروع نشد. آلبرت کاکووت، مهندس آینده‌نگر فرانسوی، ساخت سد و طراحی محوطه‌ای برای محافظت از جزر و مد اقیانوس و جریان‌های شدید را مهیا کرد. ساخت این نیروگاه در ۲۰ ژوئیه ۱۹۶۳ شروع شد.
ساخت و ساز به مدت ۳ سال انجام شد و در سال ۱۹۶۶ تکمیل شد. شارل دو گل، رئیس‌جمهور وقت فرانسه، این نیروگاه را در ۲۶ نوامبر همان سال افتتاح کرد. اتصال نیروگاه به شبکه برق ملی در ۴ دسامبر ۱۹۶۷ انجام شد. در کل، این نیروگاه حدود ۹۴٫۵ میلیون یورو هزینه داشته‌است. تقریباً ۲۰ سال طول می‌کشد تا این نیروگاه هزینه خود را پرداخت کند.

## جستارهای وابسته

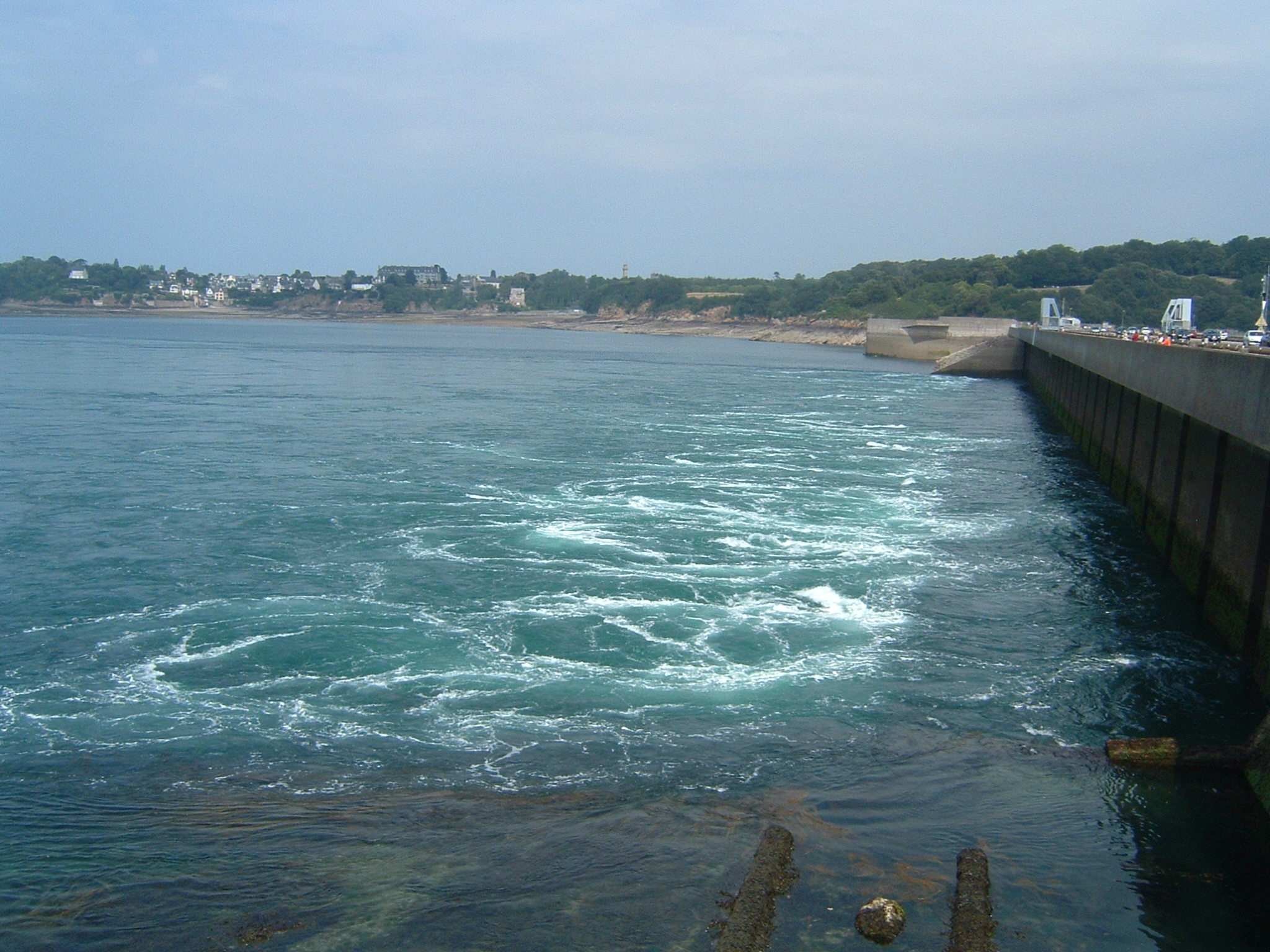
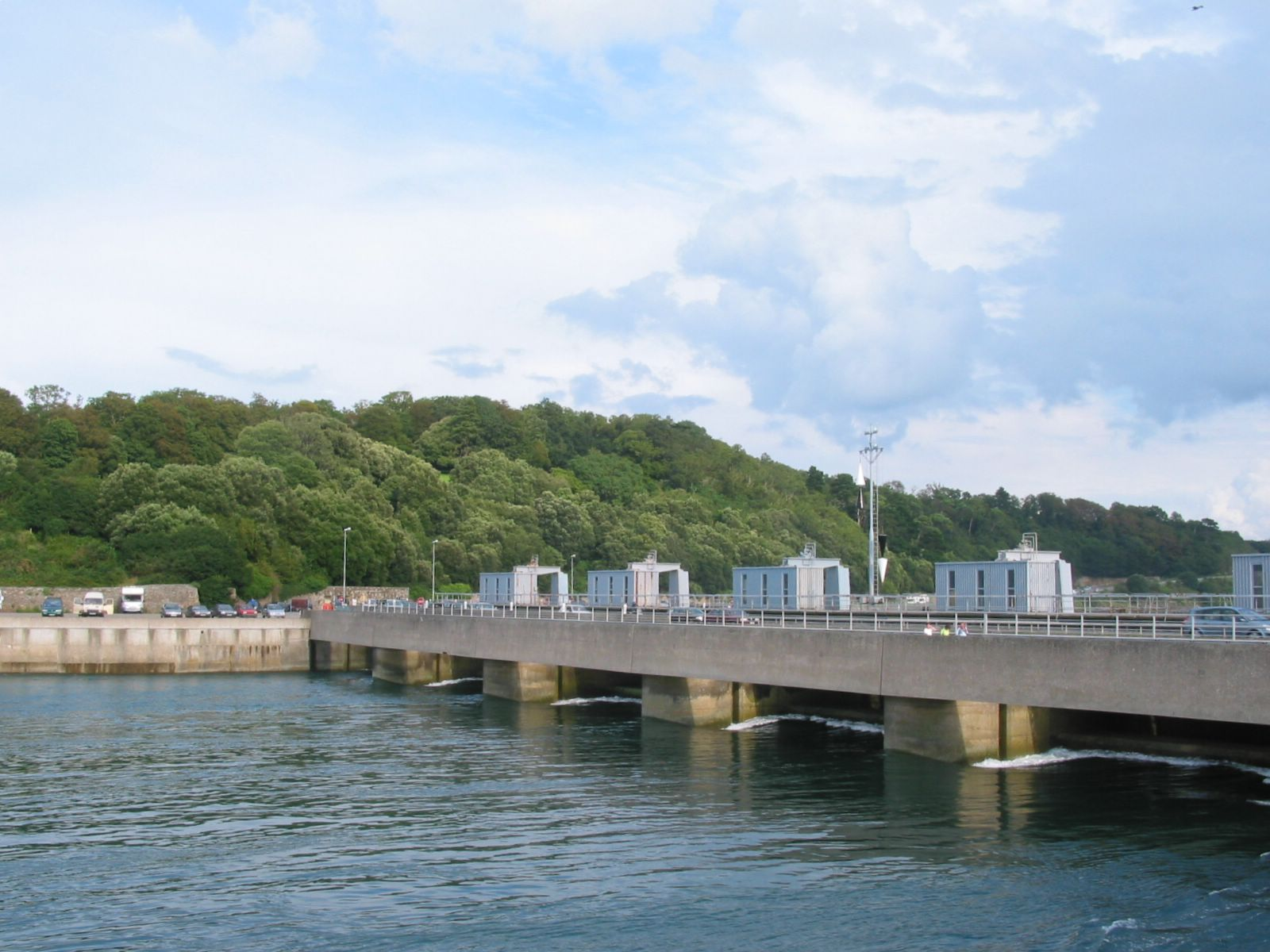
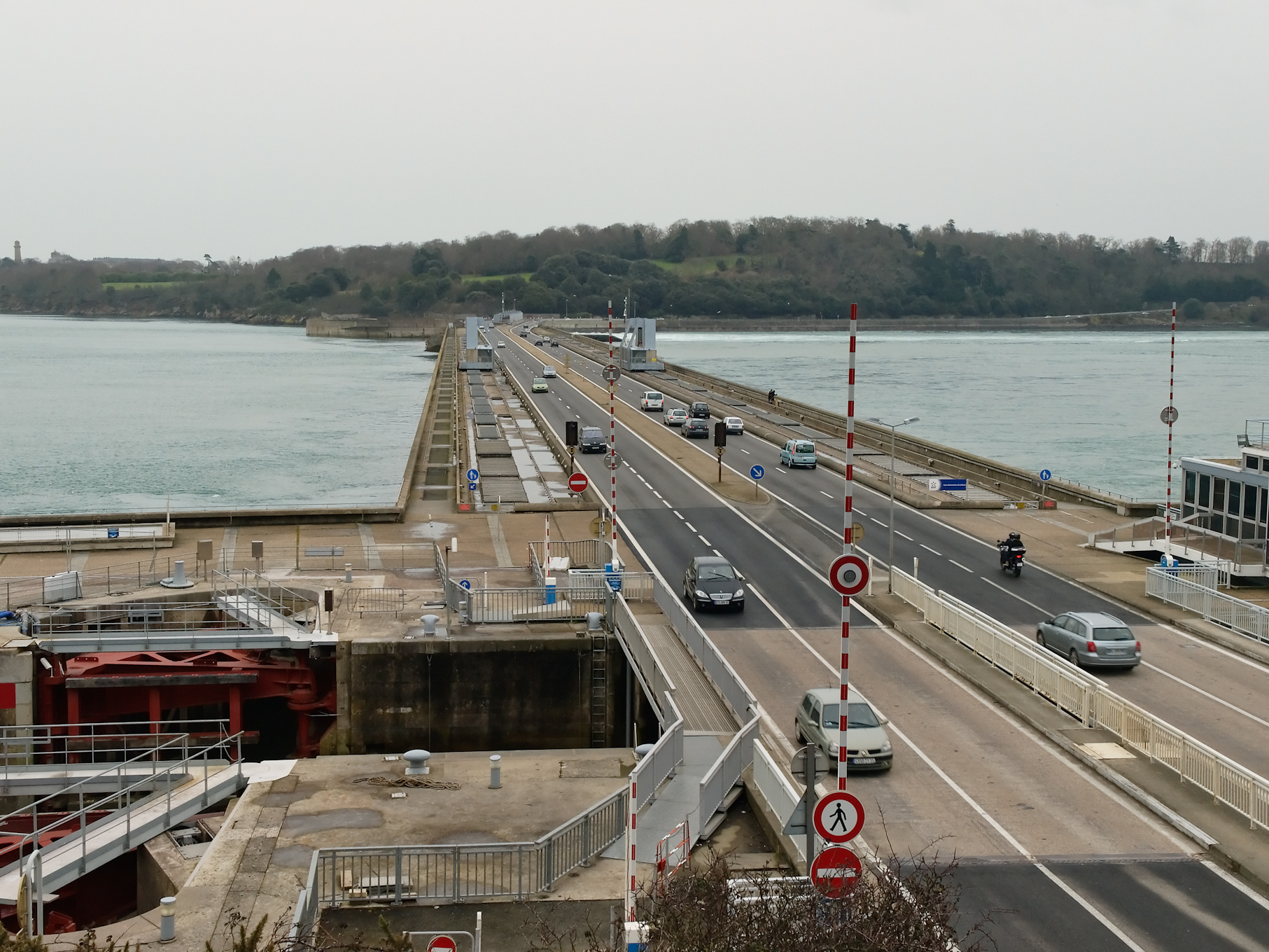